# شلیل سفلی
شلیل سفلی، روستایی از توابع بخش میانکوه شهرستان اردل در استان چهارمحال و بختیاری است.

## جمعیت
این روستا در دهستان شلیل قرار دارد و براساس سرشماری مرکز آمار ایران در سال ۱۳۸۵، جمعیت آن ۴۵۱ نفر (۹۷خانوار) بوده‌است.
طبق تاریخ  نادرشاه افشار هنگام لشگرکشی به هندوستان تعداد زیادی از جوانان آن دیار را که مردمانی رزم‌آور و جنگجو بوده‌اند  با خود همراه میسازد که بنا بر مستندات تاریخی عامل اصلی فتح هندوستان و پیروزی نادر نیز آنان بودند ... . در بازگشت از هندوستان تعدادی از آنان در اشهر اصفهان سکنا گزیدند  که هم‌اکنون به نام محله بیدآباد و جوزدان در مرکز شهر اصفهان معروف است ..جالب توجه اینکه با گذشت چندین قرن از سکونت آنان هنوز گویش بختیاری و رسم و رسومات خود را حفظ نموده‌اند.